# LeAnn Rimes
Margaret LeAnn Rimes Cibrian, född 28 augusti 1982 i Jackson, Mississippi, är en amerikansk countrysångerska, låtskrivare och skådespelerska. När hon blev berömd i 13-årsåldern blev hon en av de yngsta countrystjärnorna sedan Tanya Tucker 1972.

## Biografi
Rimes spelade in sin första singel "Blue" när hon var 13 år. Hon är mest känd för sin låt "How Do I Live", som är en av de mest spelade i USA:s musikhistoria. Den låg 69 veckor på Billboardlistan, vilket är rekord. Några av hennes andra kända låtar är "Can’t Fight the Moonlight" från filmen Coyote Ugly (där hon själv uppträdde), "I Need You" och "Life Goes On".
Rimes har vunnit en American Music Award, två Grammy Awards, tre Academy of Country Music Awards, och fyra Billboard Music Awards.
Rimes sjöng låten "Light the Fire Within" den 8 februari som öppningssång till olympiska vinterspelen 2002 i Salt Lake City.
LeAnn Rimes var 2001–2010 gift med Dean Sheremet, som hon träffade då han var dansare bakom Rimes på Academy of Country Music Awards. De har tillsammans skrivit flera låtar på bl.a. albumet Family. De separerade 2008  men har därefter fortsatt att vara vänner, enligt hemsidan. 2011 gifte hon om sig med skådespelaren Eddie Cibrian, som hon spelade mot i TV-filmen Flammande skyar i Alaska 2009.
Rimes har dessutom som skådespelare medverkat i flera framträdande roller i amerikanska filmer och även TV-serier. Som författare har hon medförfattat den självbiografiskt baserade (och filmatiserade med Rimes i huvudrollen) Holiday in Your Heart (1997), två barnböcker, Jag (2003) och Jag's New Friend (2004), samt boken What I Cannot Change (2009).

## Diskografi

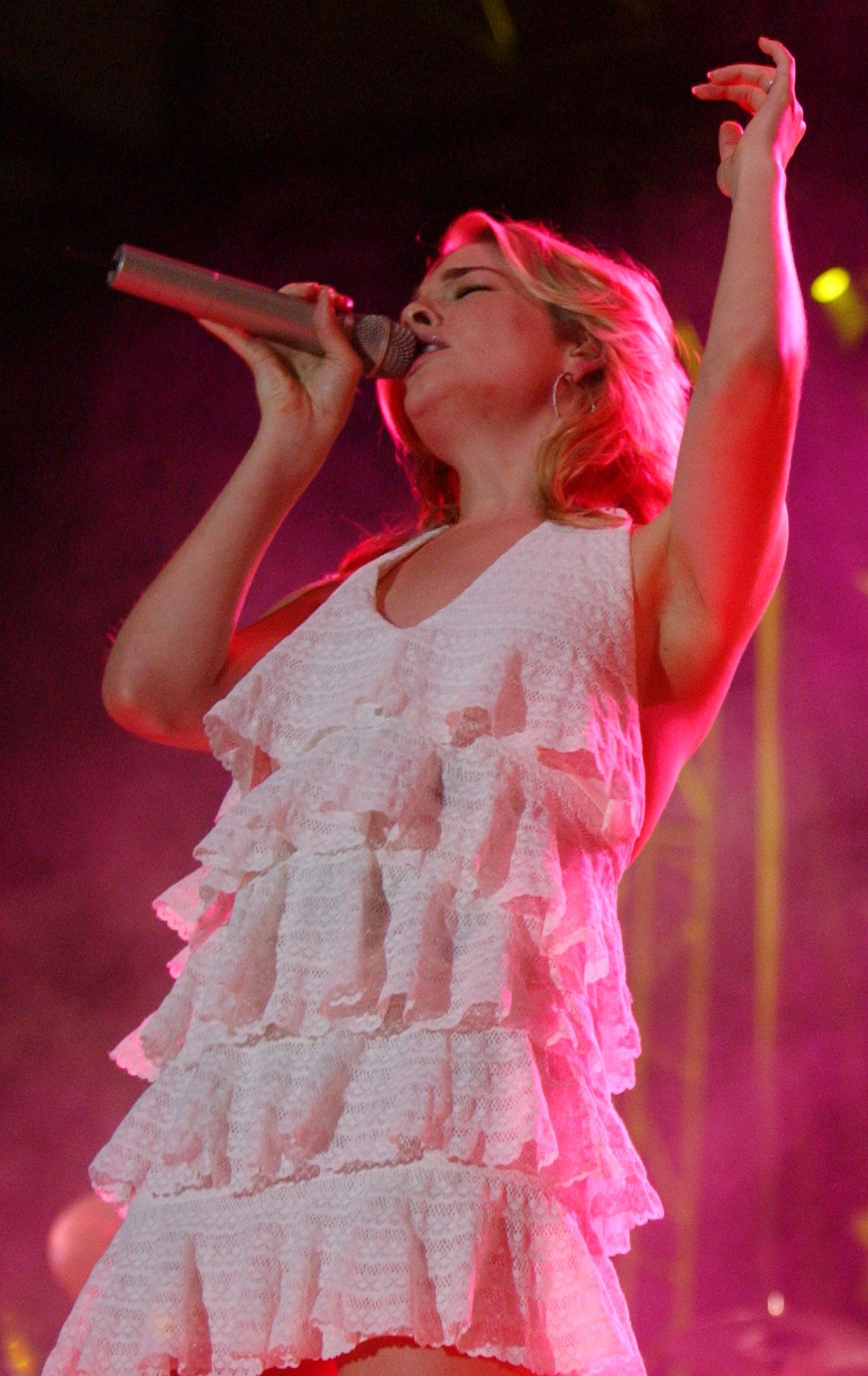
LeAnn Rimes 2004

Studioalbum
- 1991 – Everybody's Sweetheart
- 1992 – From My Heart to Yours
- 1993 – All That
- 1996 – Blue
- 1997 – You Light Up My Life: Inspirational Songs
- 1998 – Sittin' On Top Of The World
- 1999 – LeAnn Rimes
- 2002 – Twisted Angel
- 2004 – What A Wonderful World
- 2005 – This Woman
- 2006 – Whatever We Wanna
- 2007 – Family
- 2011 – Lady & Gentlemen
- 2013 – Spitfire

Samlingsalbum
- 1997 – Unchained Melody: The Early Years
- 2001 – I Need You
- 2001 – God Bless America
- 2003 – Greatest Hits
- 2004 – The Best of LeAnn Rimes

Singlar (topp 10 på Billboard Hot Country Songs)
- 1996 – "Blue" (#10)
- 1996 – "One Way Ticket (Because I Can)" (#1)
- 1996 – "Unchained Melody" (#3)
- 1997 – "The Light in Your Eyes" (#5)
- 1998 – "On the Side of Angels" (#4)
- 1998 – "Commitment" (#4)
- 1998 – "Nothin' New Under the Moon" (#10)
- 1999 – "Big Deal" (#6)
- 2000 – "I Need You" (#8)
- 2004 – "Nothin' 'bout Love Makes Sense" (#5)
- 2005 – "Probably Wouldn't Be This Way" (#3)
- 2005 – "Something's Gotta Give" (#2)